# Lee Hall
Pour les articles homonymes, voir Hall.
Lee Hall est un scénariste et un dramaturge britannique né le 20 décembre 1966 à Newcastle upon Tyne, dans le comté de Tyne and Wear en Angleterre.

## Biographie
Originaire du nord de l'Angleterre, Lee Hall s'intéresse au théâtre dès le lycée. Il fait des études de littérature au Fitzwilliam College, un des collèges de l'Université de Cambridge.
Sa carrière est lancée lorsque la BBC programme sa dramatique pour la radio Spoonface Steinberg, et trois ans plus tard avec le succès de Billy Elliot au cinéma.

## Théâtre
- 1995 : I Luv You Jimmy Spud
- 1997 : The Love Letters of Ragie Patel
- 1997 : The Sorrows of Sandra Saint
- 1997 : Spoonface Steinberg
- 1999 : Cooking with Elvis
- 2000 : NE1
- 2001 : The Chain Play
- 2005 : Child of the Snow
- 2005 : Two's Company
- 2007 : The Pitmen Painters
- 2014 : Shakespeare in Love

- 2005 : Billy Elliot, the Musical, comédie musicale, livret et lyrics de Lee Hall, musique d'Elton John

## Filmographie

### Cinéma
- 2000 : Billy Elliot de Stephen Daldry
- 2001 : Gabriel & Me (en) de Udayan Prasad
- 2011 : Cheval de guerre de Steven Spielberg
- 2017 : Confident Royal (Victoria & Abdul) de Stephen Frears
- 2019 : Rocketman de Dexter Fletcher
- 2019 : Cats de Tom Hooper

### Télévision
- 1997 : The Student Prince
- 1998 : Spoonface Steinberg
- 2006 : Le vent dans les saules
- 2010 : Toast

## Distinctions

### Récompenses
- British Independent Film Awards 2000 : Meilleur scénario pour Billy Elliot
- Laurence Olivier Awards 2006 : Meilleure comédie musicale pour Billy Elliot, the Musical
- Tony Awards 2009 : Tony Award du meilleur livret de comédie musicale pour Billy Elliot, the Musical

### Nominations
- Oscars du cinéma 2001 : Oscar du meilleur scénario original pour Billy Elliot
- BAFTA 2001 : BAFA du meilleur scénario original pour Billy Elliot
- Writers Guild of America Awards 2001 : meilleur scénario original pour Billy Elliot